# Бракна (Ирландия)
Бракна (Бракнах; англ. Bracknagh; ирл. Breacánach) — деревня в Ирландии, находится в графстве Оффали (провинция Ленстер).

## Демография
Население — 240 человек (по переписи 2006 года). В 2002 году население составляло 259 человек.
Данные переписи 2006 года:
| Общие демографические показатели |               |                               |                               |      |      |
| Всё население                    | Всё население | Изменения населения 2002—2006 | Изменения населения 2002—2006 | 2006 | 2006 |
| 2002                             | 2006          | чел.                          | %                             | муж. | жен. |
| 259                              | 240           | −19                           | −7,3                          | 130  | 110  |